# إدغاردو كوديسال
 إدغاردو كوديسال مينديز (Edgardo Codesal Méndez) هو حكم كرة قدم سابق مكسيكي من أصل أوروغواني معتزل ولد في 2 يونيو 1952 في مونتيفيديو حكم الكثير من المباريات الدولية ومنها مباريات كأس العالم وهو حكم نهائي كأس العالم 1990 لكرة القدم واشتهر بطرده للاعبين في النهائي نفسه من منتخب الأرجنتين واحتسب ضربه جزاء (مشكوك في صحتها حسب البعض) للمنتخب الألماني وقد سجلت ألمانيا هدفاً من ضربه الجزاء تلك وفازت بنتيجه 1-0 على الأرجنتين ب 9 لاعبين بسبب البطاقتان الحمراوان ويعتبر أول نهائي كأس عالم تحصل فيه حاله طرد وقد حصلت ألمانيا آنذاك على الكأس الثالثة لها.
و قد حكم في كأس الخليج 1988، وقد أدار مباراة منتخب البحرين لكرة القدم ومنتخب عمان لكرة القدم في 7 مارس 1988، وقد أدار مباراة منتخب الإمارات لكرة القدم ومنتخب العراق لكرة القدم في 10 مارس 1988، وقد أدار مباراة منتخب العراق لكرة القدم ومنتخب البحرين لكرة القدم في 18 مارس 1988.

## روابط خارجية
- إدغاردو كوديسال على موقع Soccerway.com (الإنجليزية)
- إدغاردو كوديسال على موقع أوليمبيديا (الإنجليزية)